# Черкеська кінна дивізія
Черкеська кінна дивізія — національна кінна частина Добровольчої армії.

## Історія
Сформована в Добровольчої армії 19 листопада 1918 року в складі взятих із 1-ї кінної дивізії:
1-ша бригада
- 1-й Черкеський кінний полк
- 2-1 Черкеський кінний полк

2-га бригада
- 3-го Черкеський кінний полк
- 4-й Кабардинський кінний полк

28 лютого 1919 р. тимчасово зведена в Черкеський кінний полк, навесні знову розгорнутий в дивізію. На 5 жовтня 1919 року нараховувала 1976 шабель. Включала:
- 1-й Черкеський кінний полк
- 2-й Черкеський кінний полк

2-га бригада
- 3-й Черкеський кінний полк
- 4-й Кабардинський кінний полк
- Запасний полк
- формувався в Майкопі Кінно-артилерійський дивізіон

Черкеська кінна дивізія була розбита в районі Амвросіївки 1 січня 1920 року в ході бою з частинами 1-ї Кінної армії.
Весною 1920 року зведена в Черкеський кінний полк, розформований 6 травня 1920 р. 

## Командний склад
- Начальник — генерал-майор Султан-Келеч-Гірей (з 8 грудня 1918 р.).
- Начальник штабу — полковник Векилов (з 8 грудня 1919 р.).
- Командири бригад: 1-й — полковник Султан-Аділь-Гірей (з 8 грудня 1918 р.),
- 2-й — полковник кн. Бекович-Черкаський (з 8 грудня 1918 р.).